# Nicole Bullo
Nicole Bullo (Bellinzona, 18 luglio 1987) è una hockeista su ghiaccio svizzera.
Gioca nel ruolo di difensore.

## Carriera hockeistica
Nicole Bullo ha giocato per il Biasca, il Küssnacht am Rigi, il Lugano con cui ha vinto sei titoli nazionali e una Swiss Women Cup e ad oggi gioca per le Hockey Club Ambrì-Piotta Girls.
Ha partecipato alle Olimpiadi di Torino 2006, Vancouver 2010, Soči 2014 (dove la Svizzera vinse il bronzo) e Pyeongchang 2018. Ha inoltre disputato una edizione del mondiale di Prima Divisione (vinto nel 2005, con promozione al massimo campionato mondiale) e 10 edizioni del mondiale élite, con la vittoria di un bronzo nel 2012.

## Palmarès

### Club
- Campionato svizzero femminile: 8

Lugano Ladies: 2005-2006, 2006-2007, 2008-2009, 2009-2010, 2013-2014, 2014-2015, 2018-2019, 2020-2021
- Swiss Women Cup: 1

Lugano Ladies: 2016-2017

National Cup: 1
Lugano Ladies: 2021-2022

### Nazionale

#### Olimpiadi
- : Soči 2014

#### Mondiali
- : Stati Uniti 2012